# Polycentropus elarus
Polycentropus elarus är en nattsländeart som beskrevs av Ross 1944. Polycentropus elarus ingår i släktet Polycentropus och familjen fångstnätnattsländor. Inga underarter finns listade i Catalogue of Life.